# منصوره قدیری جاوید
منصوره قدیری جاوید (۱۳۵۱ – ۱۹ آبان ۱۴۰۳) خبرنگار و پژوهشگر بخش پژوهش‌های خبرگزاری ایرنا، خبرگزاری دولتی ایران، بود که در تاریخ ۱۹ آبان ۱۴۰۳ در تهران به‌دست همسرش به قتل رسید.

## فعالیت‌ها
اطلاعات در دسترس از زندگی شخصی و حرفه‌ای منصوره قدیری جاوید محدود است، اما وی در بخش پژوهش‌های خبرگزاری ایرنا فعالیت می‌کرد و در عرصهٔ رسانه‌ای به‌عنوان خبرنگار شناخته می‌شد.

## قتل و تحقیقات پلیس
در صبح روز ۱۹ آبان‌ماه ۱۴۰۳، گزارش یک قتل در شمال تهران به مرکز فوریت‌های پلیسی ۱۱۰ رسید. پلیس به محض ورود به محل با جسد وی که بر اثر ضربات چاقو و دمبل جان باخته بود، مواجه شد. تحقیقات اولیه حاکی از آن بود که قتل توسط همسر وی، که وکیل دادگستری بوده، صورت گرفته است.
اقرار متهم: همسر مقتول در اعترافات اولیه خود به پلیس اظهار داشت که اختلافات خانوادگی میان آن‌ها از مدتی پیش شدت گرفته و درگیری منجر به قتل همسرش شده است. او اذعان کرد که ابتدا قصد داشته فرزندشان را نیز به قتل برساند و سپس خودکشی کند، اما در نهایت از این تصمیم منصرف شده و خود به پلیس گزارش داده است.

### جزئیات حادثه
طبق گزارش محمد شهریاری، سرپرست دادسرای امور جنایی تهران، قاتل از ساعات ابتدایی روز درگیری‌هایی با همسرش داشته و سرانجام در جریان مشاجره، وی را با چهار ضربه چاقو و دو ضربه دمبل به قتل رسانده است. تحقیقات نشان می‌دهد که فرزند ۱۵ سالهٔ این خانواده نیز در زمان وقوع حادثه در خانه حضور داشته است. قاتل سعی داشته فرزند خود را نیز با استفاده از قرص‌های خواب‌آور به قتل برساند، اما در این اقدام ناموفق بوده است.

### شهادت همسایه‌ها
همسایه‌های این خانواده در شهادت خود اعلام کرده‌اند که صبح روز حادثه، صدای درگیری شدیدی از منزل این زوج به گوش رسیده است و بعد از مدتی این صداها قطع شده است. بر‌اساس تحقیقات، قاتل تلاش داشته جسد همسرش را شبانه از خانه خارج کند، اما برادر او در ادامه روز به خانه مراجعه کرده و پس از مشاهده صحنه، موضوع را به پلیس گزارش داده است.

## واکنش‌ها
این حادثهٔ تراژیک موجی از واکنش‌های رسانه‌ای و عمومی را در پی داشته و با توجه به شرایط آن، بازتاب گسترده‌ای در خبرگزاری‌های داخلی داشت. جسد مقتول به پزشکی قانونی منتقل شد و قاتل برای تحقیقات بیشتر در اختیار کارآگاهان اداره دهم پلیس آگاهی قرار گرفت.
- مدیر عامل خبرگزاری جمهوری اسلامی در پیامی ضمن تسلیت درگذشت زنده یاد «منصوره قدیری جاوید»، از او به‌عنوان خبرنگار و پژوهشگری تلاشگر و دلسوز از خانواده ایرنا یاد کرد که بیش از دو دهه با نیک‌نامی در بخش پژوهش خبرگزاری خدمت کرده است.[۴]

واکنش وکلا و مددکاران اجتماعی
- شیما قوشه، وکیل در شبکه اجتماعی اکس‌ (توییتر) نوشت: «قتل خبرنگار زن توسط همسر وکیلش بار دیگر ثابت می‌کند که خشونت علیه زنان مختص گروه یا اقشار خاصی از طبقات اجتماعی/اقتصادی نیست و در همه خانواده‌ها با هر خاستگاهی، زنان، قربانی خشونت خانگی می‌شوند.»[۵]
- زهرا افتخارزاده، مددکار اجتماعی و مدیر مؤسسه کاهش آسیب آتنا (خانه امن برای زنان خشونت‌دیده) از ضرورت ایجاد مهارت گفت‌وگو در خانواده‌های آسیب‌دیده می‌گوید و معتقد است یکی از راهکارهای کاهش خشونت علیه زنان، گفتگو با مردان خشونت‌گر است؛ «مردان کمتر تمایل به گفت‌وگو دارند و من ریشه اساسی این موضوع را در بحث قدرت می‌بینم. چون بعضی از مردان تصورشان این است که زنان حامی‌ای از‌طرف خانواده و قانون ندارند و هر بلایی بخواهند می‌توانند سرشان بیاورند.»[۵]